# Mozeshuis
Het Mozeshuis is een gebouw, waarin een maatschappelijk ontmoetingscentrum, aan de Jodenbreestraat 164 en Waterlooplein in Amsterdam-Centrum.
Het Mozeshuis is rond 1969 gebouwd als vervanging van de dan net afgebroken pastorie behorende bij de Mozes en Aäronkerk, die ten zuiden tegen de kerk aangeplakt stond. In verband met de bouw van de verkeerstoegang naar de IJtunnel in de vorm van het Jonas Daniël Meijerplein moest die pastorie het veld ruimen. Aan architect Sier van Rhijn, die betrokken was bij de renovatie van de kerk, werd gevraagd een nieuwe pastorie te ontwerpen, die aan de andere zijde van de kerk geplaatst werd. Een van de lege plekken aan de Jodenbreestraat en Waterlooplein werd ermee opgevuld. Financiering van de bouw vond plaats uit de opbrengsten van een veiling van goederen van de kerk. In eerste instantie werden er nog enkele paters in ondergebracht.
Van Rhijn kwam met een rechthoekig bakstenen gebouw met (te veel) gevelopeningen. Een opvallend detail is daarom de ronde uitstulping die het gebouw aan de zuidoostzijde heeft meegekregen. Die openingen trokken onverlaten aan, daarom werd de portiek aan het Waterlooplein later afgeschermd (oorspronkelijk leek ze op de gevelopening aan de Jodenbreestraat). 
Erfgoedvereniging Heemschut nam het gebouw als zijnde “zorgvuldig gedetailleerd” en “sobere bakstenen gevel” op in hun brochure Post '65 Architectuur 1966-1990 in Amsterdam (nummer 44). In 2016 werd het gebouw tot gemeentelijk monument verklaard. Al in 1971 ontving Van Rhijn de Merkelbachprijs voor dit ontwerp. Van Rhijn werd niet veel later de man achter de toen vervloekte gebouwtjes ten behoeve van de Oostlijn.

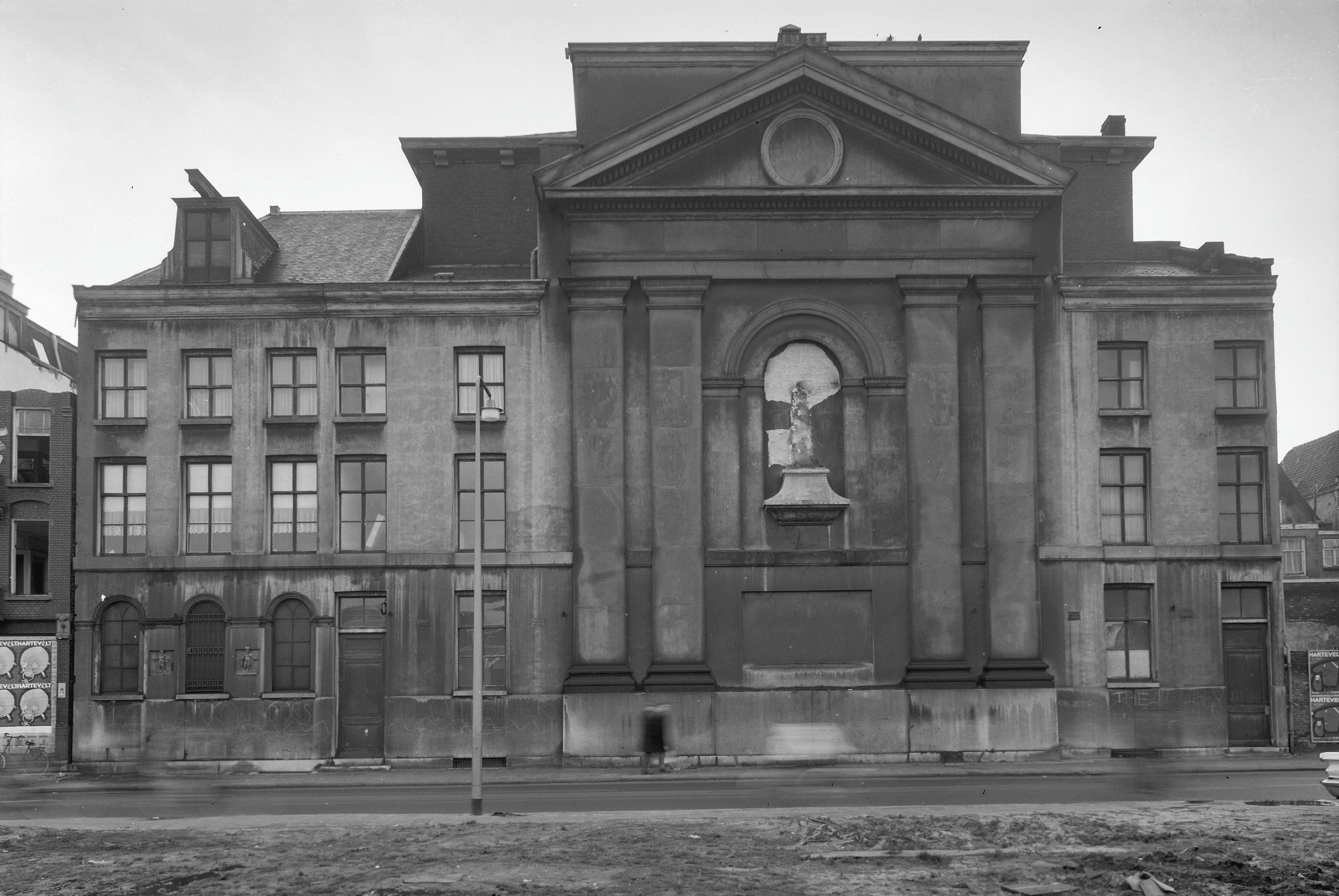
Mozes en Aäronkerk aan de Jodenbreestraat met links de pastorie (1965)

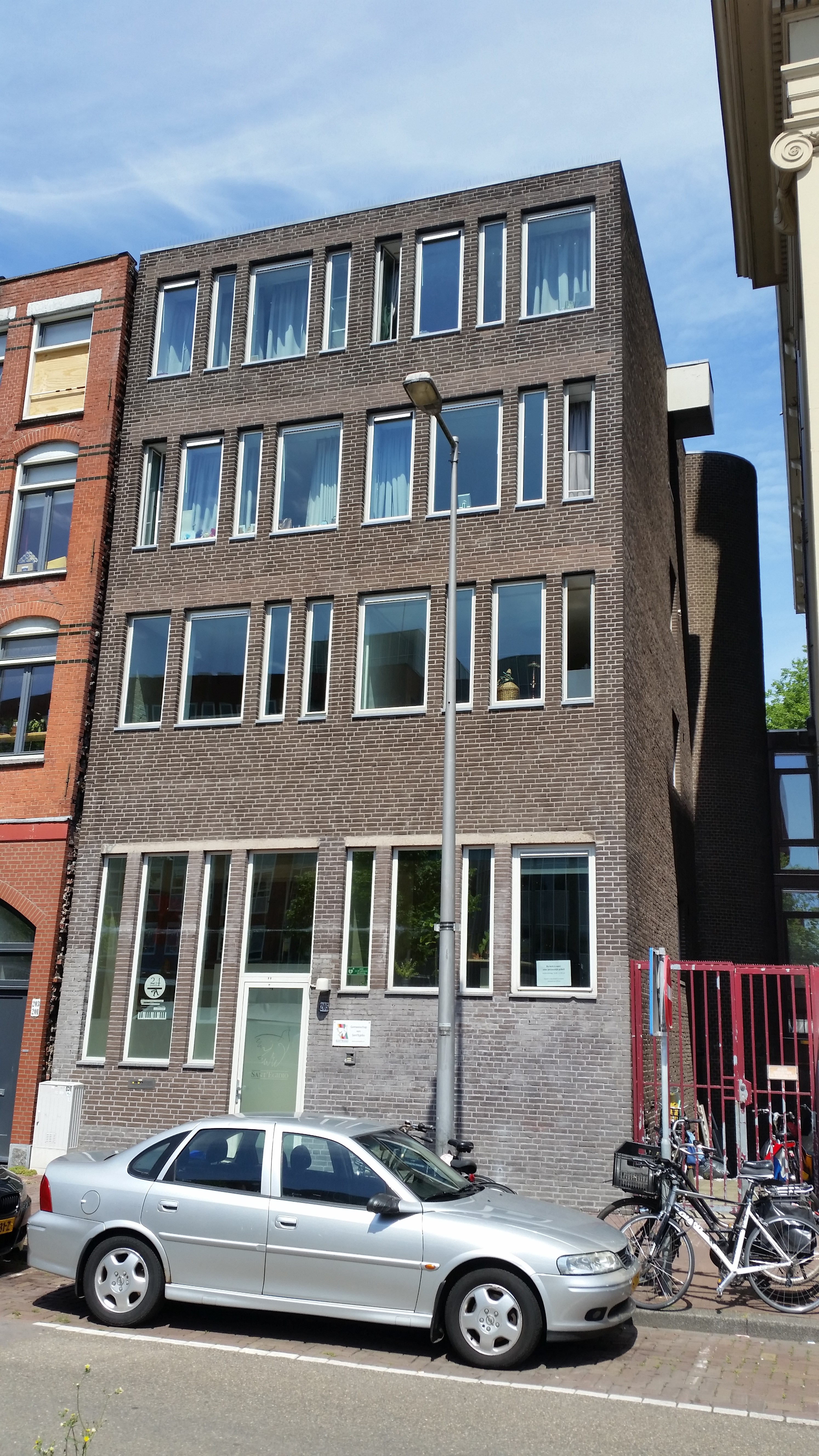
Mozeshuis aan het Waterlooplein (juni 2020)